# Small Apartments
Small Apartments es una película estadounidense de comedia dirigida por Jonas Åkerlund en 2012. Cuenta la historia de Franklin Franklin, interpretado por Matt Lucas, que, por error, mata al dueño del departamento en el que vive, interpretado por Peter Stormare. El resto del reparto está compuesto por: Dolph Lundgren, Johnny Knoxville, James Caan, Billy Crystal, Juno Temple, Rebel Wilson, Saffron Burrows y Amanda Plummer. El guion fue escrito por Chris Millis y la película es una adaptación de su propia novela. Esta se estrenó en el festival de cine South by Southwest el 10 de marzo de 2012.

## Sinopsis
Small Apartments es la adaptación de la novela homónima de Chris Millis y nos presenta a Franklin Franklin (Matt Lucas), un hombre que ha matado al dueño del departamento en el que vive, y se encuentra en situaciones muy extrañas junto a algunas personas raras que viven en el mismo pequeño complejo de apartamentos en ruinas que él.
Franklin es obeso porque sólo se alimenta de pepinillos y gaseosas; se quedó calvo por un extraño accidente, y su única relación con el mundo es un hermano que tiene en el psiquiátrico y que le envía cada día extrañas grabaciones en casete. Está obsesionado con Suiza y se desplaza por todos lados en calzoncillos y calcetines desalineados, incluso al aire libre. 

## Reparto
- Matt Lucas como Franklin Franklin.
- James Caan como el Sr. Allspice.
- Johnny Knoxville como Tommy Balls.
- Billy Crystal como Burt Walnut, el investigador de incendios que trabaja en la muerte del señor Olivetti.
- Juno Temple como Simone, una aspirante a estríper.
- James Marsden como Bernard Franklin, el hermano de Franklin, que vive en un hospital psiquiátrico.
- Peter Stormare como el Sr. Olivetti, el dueño del lugar.
- David Koechner como el detective O'Grady.
- DJ Qualls como Artie.
- Rosie Perez como la Sra. Baker, enfermera del hospital.
- Amanda Plummer como la señora Ballisteri, madre de Tommy Balls.
- Dolph Lundgren como el Dr. Sage Mennox.
- Saffron Burrows como Francine.
- Rebel Wilson como Rocky, novia de Tommy Balls.
- Ned Bellamy como Daniel, el EMT.
- Angela Lindvall como Lisa, la azafata.
- David Warshofsky como el detective McGee.
- Noel Gugliemi como el paseador de perros.

## Producción
La película fue producida por Deep Sky, Silver Nitrate, Amuse Entertainment y Bonnie Timmerman. Fue cofinanciada por Sense And Sensibility Ventures y Silver Nitrate. De acuerdo con el director Jonas Åkerlund, lo importante para él era que la producción tenía un fuerte elemento de espontaneidad. La película se hizo, en gran parte, con el mismo equipo que Åkerlund utiliza en sus otros proyectos.